# Église réformée Saint-Jean-Baptiste de Grandson
Pour les articles homonymes, voir Église Saint-Jean-Baptiste.
L'église réformée Saint-Jean-Baptiste de Grandson est un temple protestant situé sur le territoire de la commune de Grandson, en Suisse. La paroisse est membre de l'Église évangélique réformée du canton de Vaud.

## Histoire
La date de création de l'église est inconnue, même si les fouilles effectuées sur place donnent le premier quart du XIIe siècle comme indication. Elle est mentionnée pour la première fois en 1178 comme dépendance du prieuré bénédictin de Môtiers avant de devenir elle-même le siège d'un prieuré en 1202.

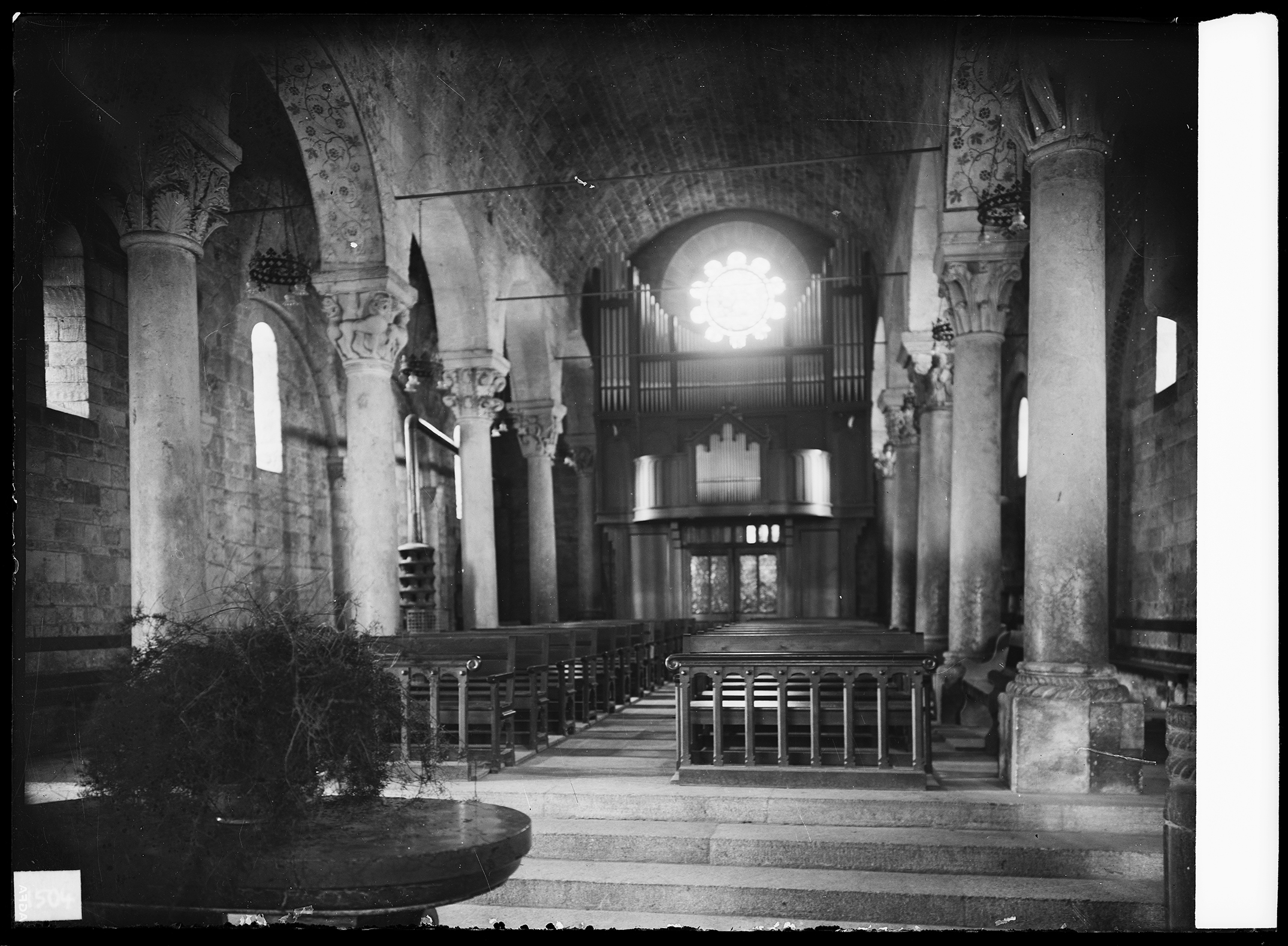
Vue de la nef, photographie par Albert Naef, 1901 (Archives cantonales vaudoises).
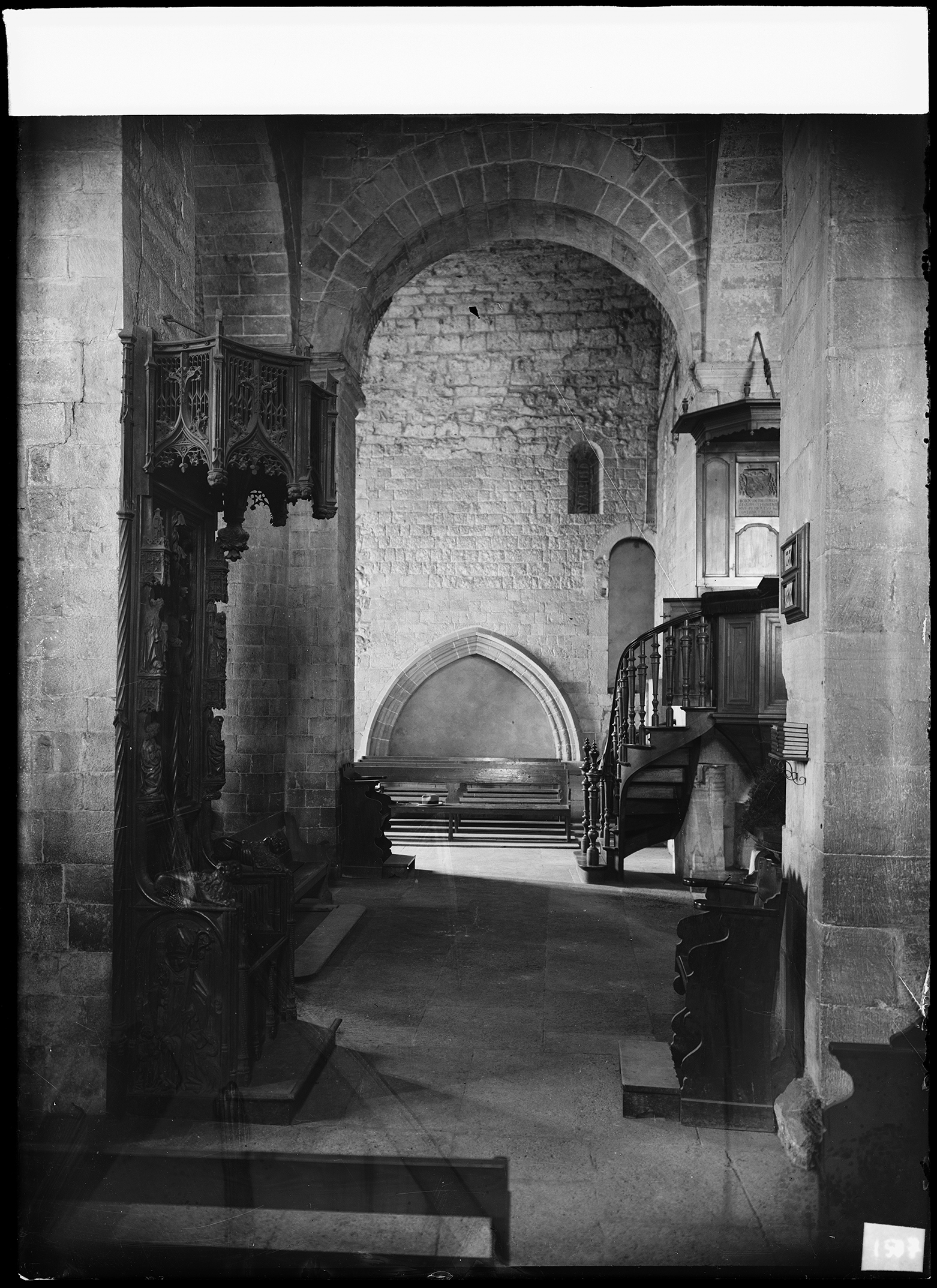
Chaire et siège du prieur, photographiés par Albert Naef, 1901 (Archives cantonales vaudoises).
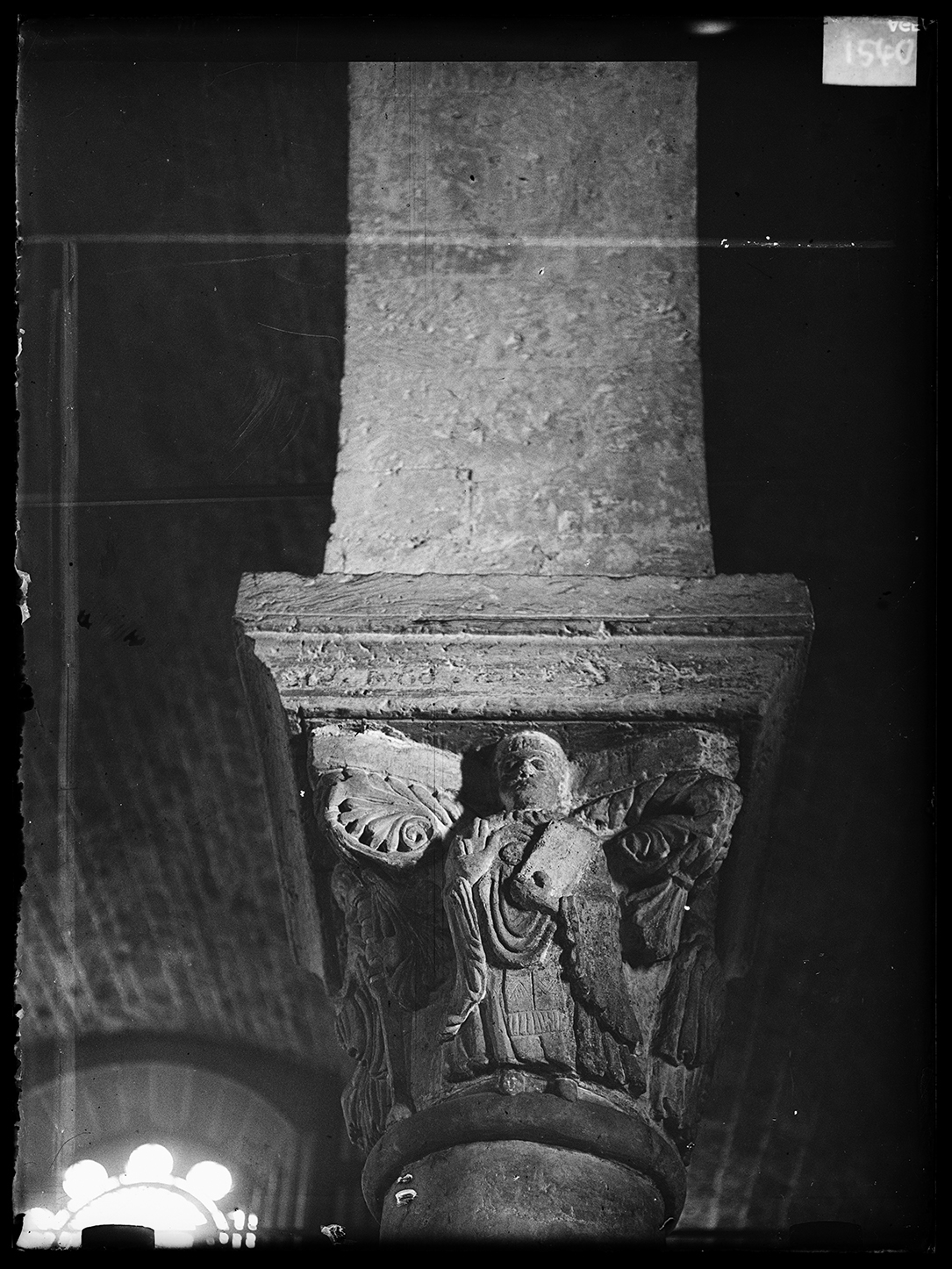
Chapiteau du troisième pilier de la nef, côté nord, photographie par Albert Naef, 1901 (Archives cantonales vaudoises).

Bâtie par les bénédictins de la Chaise-Dieu sur le modèle de l'église-mère située en Auvergne et détruite en 1346, l'église est partiellement reconstruite dans les années 1300 ; en 1443, une chapelle paroissiale dédiée à Marie-Madeleine est ajoutée à l'édifice.
Après l'invasion bernoise et l'imposition de la Réforme protestante, le prieuré est supprimé en 1554 et l'église est modifiée pour devenir un temple entretenu par les villes de Berne et de Fribourg. En 1803, elle devient la propriété du canton de Vaud dès 1803 qui commande, entre 1892 à 1899, une première restauration effectuée par l'architecte Léo Châtelain.
Le temple est inscrit comme bien culturel suisse d'importance nationale. Il est, avec la cathédrale de Lausanne et l'abbatiale de Romainmôtier, l'un des trois seuls monuments placés sous la responsabilité directe du canton. Il a été complètement restauré et rouvert au public en 2006 après 7 ans de travaux pour un montant total de 10,1 millions de francs.